# Aarón Bueno
Aarón Bueno Gómez (Sabadell, 21 de agosto de 1983) es un exfutbolista español. Jugaba de centrocampista y se retiró en el CF Gavà de la Segunda División B de España, en 2018. Es hermano de Nakor Bueno. Actualmente es entrenador en el Badia del Vallès.

## Trayectoria profesional
Salido de la cantera de la Gramanet, recaló en verano de 2005 en otra cantera, la del Levante, con el que consumaría el descenso a Tercera División en su segunda temporada, para fichar ese mismo año por el Atlético Baleares, en el que volvería a descender a Tercera división, recalando en la AD Ceuta el verano de 2009, equipo donde firmaría sus mejores números (14 goles en 35 partidos) y en el que permanecería un año hasta su fichaje por el Cádiz CF, con el que lograría disputar el Play off de ascenso a Segunda división, siendo eliminados en primera ronda por el CD Mirandés. El 25 de julio de 2011 se confirmaría su fichaje por el CE Sabadell, volviendo así a su ciudad natal para intentar lograr la permanencia tras el ascenso del club vallesano a Segunda división.

## Clubes
| Club                        | País   | Temporada |
| --------------------------- | ------ | --------- |
| UDA Gramenet                | España | 2002-2005 |
| Levante B                   | España | 2005-2008 |
| Atlético Baleares           | España | 2008-2009 |
| AD Ceuta                    | España | 2009-2010 |
| Cádiz CF                    | España | 2010-2011 |
| CE Sabadell                 | España | 2011-2012 |
| Club Gimnàstic de Tarragona | España | 2012-2013 |
| Unió Esportiva Sant Andreu  | España | 2014      |
| Club Deportivo Toledo       | España | 2014-2015 |
| Terrassa Futbol Club        | España | 2015-2016 |
| Futbol Club Santboià        | España | 2016-2017 |
| Club de Futbol Gavà         | España | 2017-2018 |